# دوازده گام به سوی زندگانی با مهربانی
کتاب دوازده گام به سوی زندگانی با مهربانی (به انگلیسی: Twelve Steps to a Compassionate Life) توسط کارن آرمسترانگ نویسنده و پژوهشگر انگلیسی نگاشته شده است.

## انگیزه نگارش کتاب
کارن آرمسترانگ می‌گوید که در این دوران کمتر درباره مهربانی سخنی به میان می‌آید، حتی رهبران مذهبی بیشتر توجه‌شان بر امور ثانوی متمرکز است تا به اجرا درآوردن قاعده طلایی. او می‌گوید که در سال ۲۰۰۸ بعد از دریافت جایزه‌ای از  سازمان غیر انتفاعی تد از این سازمان تقاضا کرده است تا به او یاری دهد تا با همکاری  متفکران نظام‌های اعتقادی متعدد،  منشوری به نام منشور مهربانی برای مقابله با  افراط‌گرایی، تعصب و تنفر تهیه نمایند. از آن پس، هزاران نفر از نقاط مختلف جهان، نظر خود را در مورد پیش‌نویس این منشور در وب‌سایت چند زبانه ارائه دادند و این منشور در اختیار شورایی قرار گرفت که متشکل بود از افراد برجسته مربوط به نظام‌های اعتقادی مسیحیت ، اسلام ، بوداییسم ، و کنفوسیانیسم . این افراد در فوریه سال ۲۰۰۹ در کشور سوئیس جمع شدند تا متن نهایی منشور را تنظیم کنند. از نظر او چنین منشوری نشان خواهد داد که با وجود تفاوت‌های اساسی همه ما توافق داریم  که پیروان ادیان مختلف می‌توانند به یکدیگر کمک نمایند تا برای ایجاد صلح و عدالت  همصدا شوند.
مجله گاردین در مورد کارن آرمسترانگ می‌گوید: کارن آرمسترانگ نویسنده‌ای است که تحولات عظیم را به روی کاغذ می‌آورد: جهان دوران بودا ، سقراط و کنفسیوس و ارمیا 